# 道の駅ひろさき
道の駅ひろさき（みちのえき ひろさき）は、青森県弘前市大字石川にある国道7号の道の駅である。愛称はサンフェスタいしかわ。
1995年（平成7年）4月にJA津軽石川（現：JA津軽みらい）の直売所として開設され、道の駅に指定された。

## 施設
- 駐車場
  - 普通車：61台
  - 大型車：5台
  - 身障者用：4台
- トイレ（いずれも24時間利用可能）
  - 男：大 5器、小 9器
  - 女：8器
  - 身障者用：2器
- 公衆電話：2台
- 農産物直売所
- 売店
- 食堂
- ラーメン屋
- 休憩コーナー
- 農産物学習室
- 農産物加工施設

## 休館日
- 8月13日（午後）
- 年末年始

## アクセス
- 国道7号 - 登録路線
- 東北自動車道 大鰐弘前ICから約500m
- 青森県道41号弘前環状線から市道経由